# Knut-Michael Wolf
Knut-Michael Wolf (* 14. Juli 1945 in Bad Pyrmont) ist ein deutscher Spielekritiker und Spieleautor, der unter dem Pseudonym KMW bekannt ist.

## Wirken
Wolf entwickelte Mitte der 1970er Jahre seine ersten eigenen Spiele. Das erste Spiel, das veröffentlicht wurde, erschien 1974 bei F.X. Schmid unter dem Namen Hoppla Tante und war eine Überarbeitung des Spiels Mensch ärgere dich nicht. Nach eigenen Aussagen entwickelte er das Spiel als Sextanten, da es in seiner Version mit sechs Figuren pro Spieler gespielt wurde. Der Verlag reduzierte die Figurenzahl auf vier und benannte das Spiel um. Im Folgejahr veröffentlichte der Verlag das Spiel erneut leicht modifiziert unter dem Titel Avanti. Zudem entwickelte er Verbesserungsvorschläge für existierende Titel. Daraus entstand eine langjährige freiberufliche Redaktionsarbeit für mehrere Spieleverlage. Erfolge verbuchte er für Dampfross, das 1984 nach seiner Bearbeitung als Spiel des Jahres ausgezeichnet wurde, ebenso 1989 Café International. Die von Wolf verfasste Spielregel zu Reinhold Wittigs Spiel Hotu Matua erhielt 1991 die Essener Feder als beste Spielregel des Jahres.
1977 erschien die erste Ausgabe von „Wolfs Wirtschaftsbrief“, der ein Jahr später umgetauft wurde in Die Pöppel-Revue. Als Wolf die Zeitschrift Ende 1985 an Friedhelm Merz verkaufte, war die Auflage von ursprünglich 6 Exemplaren auf 1000 Stück gestiegen. Ende 1995 startete Wolf KMWs Spielpl@tz, eine der ersten deutschsprachigen Internetseiten über Brett- und Kartenspiele, und machte seine Initialen zu seinem Markenzeichen. Im Jahr 2000 übernahm der w. nostheide verlag die Website und machte sie unter dem Namen spielbox.de zur Onlineausgabe seiner Zeitschrift Spielbox. Seit 2014 kooperiert die spielbox mit dem Portal spielen.de, so dass dort die von KMW aufgebaute Datenbank weiterlebt und gepflegt wird.
Wolf gehörte von 2000 bis 2010 zur Jury für die Essener Feder und ist seit 2008 Mitglied der Jury beim International Gamers Award.

## Spiele
- 1974 Hoppla Tante (F.X. Schmid)
- 1975 Avanti (F.X. Schmid)
- 1984 Netzwerk (Edition Perlhuhn u. a.)
- 1985 Circus Roncalli (Schmidt Spiele)
- 1986 Goldraub in London (ASS Altenburger)
- 1991 Slogan (Schmidt Spiele)
- 1991 Tel Aviv (Wusel)
- 1992 Lügen-Kniffel (Schmidt Spiele)
- 1994 König der Löwen (Schmidt Spiele)
- 1994 König der Löwen (Klee Spiele)
- 1995 Pocahontas am Wasserfall (Klee Spiele)
- 1995 Pocahontas Würfelspiel (Klee Spiele)
- 1995 Pocahontas Familienspiel (Klee Spiele)
- 1995 Pocahontas Mensch ärgere Dich nicht (Schmidt Spiele)
- 1996 Pocahontas – Abenteuerspiel (Schmidt Spiele)
- 1996 Pocahontas – Kanurennen (Schmidt Spiele)
- 2003 Fliegenfänger (spielbox)

## Auszeichnungen
- 1984 Spiel des Jahres: Auswahlliste für Netzwerk[6]
- 1991 Essener Feder für Hotu Matua[7]
- 2002 Inno-Spatz des Göttinger Spieleautorentreffens „für seine besonderen Verdienste in der Spiele-Szene verliehen: KMW ist Autor und Regelübersetzer, hat die Pöppel-Revue ins Leben gerufen, KMWs Spielplatz gegründet (den Vorläufer der Webseite Spielbox-Online) und ist als Spielekritiker tätig“.[8][9]
- Sonderpreis zum Deutschen Spiele Preis 2016